# Lunettes pour dyslexiques
Des lunettes pour dyslexiques sont des lunettes censées compenser les troubles visuels rencontrés par des personnes dyslexiques. L'efficacité de tels dispositifs n'a pas été démontrée.

## Histoire
En 2017, une étude scientifique est menée par deux chercheurs en physique de l'université de Rennes, Albert Le Floch et Guy Ropars, qui cherchent à comprendre les causes et le fonctionnement de la dyslexie, se traduisant par un trouble spécifique du langage et des apprentissages et troubles dys.
Cette étude controversée,,,, aboutit à une hypothèse : les troubles visuels rencontrés par des personnes dyslexiques pourraient s'expliquer par les tâches de Maxwell trop symétriques entre les deux yeux, appelé le syndrome des yeux « trop parfaits », qui empêchent le cerveau de filtrer les images miroirs et donc de distinguer correctement les lettres,,.
En 2018, Atol, une chaîne d'opticiens, incube sur sa base industrielle de Beaune la start-up Abeye. La dyslexie constitue alors l'un des principaux sujets de recherche pour Abeye. La start-up s'appuie par la suite sur les travaux conduits par les chercheurs de l'Université de Rennes pour développer des lunettes connectées ciblant les personnes dyslexiques,,. La société Abeye fait partie des 6 sociétés nommées pour les Trophées de l'Avenir de 2020 par Europe 1, qui « récompense les entreprises, associations ou collectivités pour leur audace, leur innovation et leur côté visionnaire ».
La promesse est de compenser les troubles de la lecture chez des personnes dyslexiques, enfants comme adultes.

### Déclarations des représentants d'Atol et d'Abeye
Éric Plat, alors PDG d’Atol, déclare au journal de 20 heures de TF1, en février 2021, que « Les tests réalisés en laboratoire fonctionnent à 95 % et ceux réalisés lors d'essais en magasin à 75 % ». Le fondateur de la start-up Abeye Michael Kodochian déclare qu'entre décembre 2020 et mars 2021, « 200 enfants les ont testés et nous avons 90 % de retours positifs, pour toutes dyslexies confondues »,. Un essai clinique en double aveugle est également annoncé en janvier 2021 ; mené jusqu'en juin 2021 sur 41 enfants, ses résultats ne sont pas publiés,. Interrogé par L'Express, Frédéric Mouriaux, l'ophtalmologue qui en a validé le protocole et recruté « une quinzaine de patients », ne peut donner des raisons détaillées de cette absence de publication des résultats en raison de sa clause de confidentialité, mais déclare que « Atol et Abeye s’y sont opposés [à la publication des résultats], malgré les relances des patients, du CHU et de SLB Pharma qui leur ont rappelé leurs obligations légales et déontologiques ».
En 2022, la marque déclare auprès de RTL avoir effectué « plus de 200 tests en laboratoire avec plus de 90 % de succès, complétés par une étude dite au porté : 92 % des porteurs nous confirment que Lexilens a "changé leur vie" ».
En juin 2023, Michael Kodochian cite deux « études » menées en janvier 2022 et en janvier 2023 et déclare que « les lunettes Lexilens ont satisfait 92 % des porteurs. 86 % d'entre eux ont constaté un progrès scolaire significatif ».
Une enquête de satisfaction de 2022, réalisée par Ipsos et commanditée par Atol, indique que 8 porteurs sur 10 recommandent les lunettes Lexilens.

### Commercialisation
Fin 2020, les lunettes Lexilens pour enfants sont commercialisées,, des modèles pour adultes devant être lancés courant 2021.
D'après Michael Kodochian, en juin 2023, 4 500 unités ont été vendues depuis le lancement en 2020, dans 36 pays, avec environ 1 % de retours. Une autre source indique 3 000 ventes en un an en 2021–2022.

## Principe de fonctionnement
Les lunettes Lexilens sont dotées de filtres actifs électroniques, qui enlèvent l'image miroir supposément perçue par les personnes dyslexiques. Un système électronique intégré dans les verres commande ces filtres, tandis que la monture est équipée d'une batterie de taille réduite,,.

## Critiques
Aucune étude rigoureuse n'a permis d'établir l'efficacité de ce type de dispositif,,.
En 2022, Emmanuel Bui Quoc de la Société française d'ophtalmologie, interrogé par RTL, déclare que les lunettes Lexilens reposent sur « un postulat fallacieux » et « un article biaisé », décrivant ce système comme « complètement hypothétique, ni évalué, ni prouvé ». L'année suivante, l'orthophoniste Sophie Joly-Froment, membre du comité directeur de l'union nationale pour le développement de la recherche et de l’évaluation en orthophonie, déclare « un peu malhonnête » de faire dépenser 500 € à des personnes dyslexiques en détresse pour un produit dont l'efficacité n'est pas prouvée.
Une étude de 2023 par Marie Lubineau et al., portant sur le dispositif Lexilens, ne mesure aucun effet chez 22 enfants dyslexiques,.
En 2023, un mémoire de laurea magistrale en psychologie clinique du développement à l'Université de Padoue conclut à l'absence d'efficacité immédiate des lunettes Lexilens sur la compétence de lecture.
En juin 2024, un mémoire en orthophonie à l'Université de Lille, « Évaluation de l’utilisation d’un dispositif médical de type lunettes Lexilens® ciblant les personnes dyslexique », conclut à partir des avis de dix utilisateurs que « la majorité des participants ne sont pas satisfaits des lunettes ou donnent un avis neutre. En ce qui concerne les bienfaits ressentis des lunettes, nous notons qu’une majorité des utilisateurs n’observent pas d’amélioration de leurs capacités dans les compétences spécifiques à la lecture avant et après l’utilisation des lunettes ».
Le Conseil scientifique de l'Éducation nationale estime par ailleurs en 2021 qu'il n'y a pas lieu de diffuser ces dispositifs au sein de l'Éducation nationale. Il rappelle qu'actuellement, seule la prise en charge en orthophonie est recommandée par la Haute Autorité de santé pour les enfants dyslexiques.
Une enquête de Victor Garcia pour L'Express fait état d'un « marketing agressif » en faveur des lunettes Lexilens, incluant des partenariats stratégiques avec des institutions publiques. De plus, cette enquête cite l'intervention d'une agence de communication chargée de promouvoir les « lunettes pour dyslexiques » sur la présente page de Wikipédia en français et sur d'autres pages, et diffusant de fausses informations telles que la possibilité qu'auraient des orthoptistes de prescrire ces lunettes.